# Plavání na mistrovství světa v plaveckých sportech 2009
Závody v plavání v olympijském 50 m bazénu na mistrovství světa v plaveckých sportech za rok 2009 proběhly v Římě, Itálie ve dnech 25. července až 2. srpna 2009.

## Výsledky

### Individuální disciplíny
| Muži                 | Zlato                        | Zlato    | Stříbro                    | Stříbro  | Bronz                                            | Bronz    |
| -------------------- | ---------------------------- | -------- | -------------------------- | -------- | ------------------------------------------------ | -------- |
| 50 m volný způsob    | César Cielo (BRA)            | 21,08    | Frédérick Bousquet (FRA)   | 21,21    | Amaury Leveaux (FRA)                             | 21,25    |
| 100 m volný způsob   | César Cielo (BRA)            | 46,91    | Alain Bernard (FRA)        | 47,12    | Frédérick Bousquet (FRA)                         | 47,25    |
| 200 m volný způsob   | Paul Biedermann (GER)        | 1:42,00  | Michael Phelps (USA)       | 1:43,22  | Danila Izotov (RUS)                              | 1:43,90  |
| 400 m volný způsob   | Paul Biedermann (GER)        | 3:40,07  | Usáma Mellúlí (TUN)        | 3:41,11  | Čang Lin (CHN)                                   | 3:41,35  |
| 800 m volný způsob   | Čang Lin (CHN)               | 7:32,12  | Usáma Mellúlí (TUN)        | 7:35,27  | Ryan Cochrane (CAN)                              | 7:41,92  |
| 1500 m volný způsob  | Usáma Mellúlí (TUN)          | 14:37,28 | Ryan Cochrane (CAN)        | 14:41,38 | Sun Jang (CHN)                                   | 14:46,84 |
| 50 m znak            | Liam Tancock (GBR)           | 24,04    | Džunja Koga (JPN)          | 24,24    | Gerhard Zandberg (RSA)                           | 24,34    |
| 100 m znak           | Džunja Koga (JPN)            | 52,26    | Helge Meeuw (GER)          | 52,54    | Aschwin Wildeboer (ESP)                          | 52,64    |
| 200 m znak           | Aaron Peirsol (USA)          | 1:51,92  | Rjósuke Irie (JPN)         | 1:52,51  | Ryan Lochte (USA)                                | 1:53,82  |
| 50 m motýlek         | Milorad Čavić (SRB)          | 22,67    | Matthew Targett (AUS)      | 22,73    | Rafael Múñoz (ESP)                               | 22,88    |
| 100 m motýlek        | Michael Phelps (USA)         | 49,82    | Milorad Čavić (SRB)        | 49,95    | Rafael Múñoz (ESP)                               | 50,41    |
| 200 m motýlek        | Michael Phelps (USA)         | 1:51,51  | Paweł Korzeniowski (POL)   | 1:53,23  | Takeši Macuda (JPN)                              | 1:53,32  |
| 50 m prsa            | Cameron van der Burgh (RSA)  | 26,67    | Felipe França (BRA)        | 26,76    | Mark Gangloff (USA)                              | 26,86    |
| 100 m prsa           | Brenton Rickard (AUS)        | 58,58    | Hugues Duboscq (FRA)       | 58,64    | Cameron van der Burgh (RSA)                      | 58,95    |
| 200 m prsa           | Dániel Gyurta (HUN)          | 2:07,64  | Eric Shanteau (USA)        | 2:07,65  | Christian Sprenger (AUS) Giedrius Titenis (LTU)  | 2:07,80  |
| 200 m polohový závod | Ryan Lochte (USA)            | 1:54,10  | László Cseh (HUN)          | 1:55,24  | Eric Shanteau (USA)                              | 1:55,36  |
| 400 m polohový závod | Ryan Lochte (USA)            | 4:07,01  | Tyler Clary (USA)          | 4:07,31  | László Cseh (HUN)                                | 4:07,37  |
| Ženy                 | Zlato                        | Zlato    | Stříbro                    | Stříbro  | Bronz                                            | Bronz    |
| 50 m volný způsob    | Britta Steffenová (GER)      | 23,73    | Therese Alshammarová (SWE) | 23,88    | Cate Campbellová (AUS) Marleen Veldhuisová (NED) | 23,99    |
| 100 m volný způsob   | Britta Steffenová (GER)      | 52,07    | Francesca Halsallová (GBR) | 52,87    | Lisbeth Trickettová (AUS)                        | 52,93    |
| 200 m volný způsob   | Federica Pellegriniová (ITA) | 1:52,98  | Allison Schmittová (USA)   | 1:54,96  | Dana Vollmerová (USA)                            | 1:55,64  |
| 400 m volný způsob   | Federica Pellegriniová (ITA) | 3:59,15  | Joanne Jacksonová (GBR)    | 4:00,60  | Rebecca Adlingtonová (GBR)                       | 4:00,79  |
| 800 m volný způsob   | Lotte Friisová (DEN)         | 8:15,92  | Joanne Jacksonová (GBR)    | 8:16,66  | Alessia Filippiová (ITA)                         | 8:17,21  |
| 1500 m volný způsob  | Alessia Filippiová (ITA)     | 15:44,93 | Lotte Friisová (DEN)       | 15:46,30 | Camelia Potecová (ROU)                           | 15:55,63 |
| 50 m znak            | Čao Ťing (CHN)               | 27,06    | Daniela Samulská (GER)     | 27,23    | Kao Čchang (CHN)                                 | 27,28    |
| 100 m znak           | Gemma Spofforthová (GBR)     | 58,12    | Anastasija Zujevová (RUS)  | 58,18    | Emily Seebohmová (AUS)                           | 58,88    |
| 200 m znak           | Kirsty Coventryová (ZIM)     | 2:04,81  | Anastasija Zujevová (RUS)  | 2:04,94  | Elizabeth Beiselová (USA)                        | 2:06,39  |
| 50 m motýlek         | Marieke Guehrerová (AUS)     | 25,48    | Čou Ja-fej (CHN)           | 25,57    | Ingvild Snildalová (NOR)                         | 25,58    |
| 100 m motýlek        | Sarah Sjöströmová (SWE)      | 56,06    | Jessicah Schipperová (AUS) | 56,23    | Ťiao Liou-jang (CHN)                             | 56,86    |
| 200 m motýlek        | Jessicah Schipperová (AUS)   | 2:03,41  | Liou C'-ke (CHN)           | 2:03,90  | Katinka Hosszúová (HUN)                          | 2:04,28  |
| 50 m prsa            | Julija Jefimovová (RUS)      | 30,09    | Rebecca Soniová (USA)      | 30,11    | Sarah Katsoulisová (AUS)                         | 30,16    |
| 100 m prsa           | Rebecca Soniová (USA)        | 1:04,93  | Julija Jefimovová (RUS)    | 1:05,41  | Kasey Carlsonová (USA)                           | 1:05,75  |
| 200 m prsa           | Nađa Higlová (SRB)           | 2:21,62  | Annamay Pierseová (CAN)    | 2:21,84  | Mirna Jukićová (AUT)                             | 2:21,97  |
| 200 m polohový závod | Ariana Kukorsová (USA)       | 2:06,15  | Stephanie Riceová (AUS)    | 2:07,03  | Katinka Hosszúová (HUN)                          | 2:07,46  |
| 400 m polohový závod | Katinka Hosszúová (HUN)      | 4:30,31  | Kirsty Coventryová (ZIM)   | 4:32,12  | Stephanie Riceová (AUS)                          | 4:32,29  |

### Štafety
| Muži                   | Zlato | Zlato   | Stříbro | Stříbro | Bronz | Bronz   |
| ---------------------- | --- | ------- | --- | ------- | --- | ------- |
| 4×100 m volný způsob   | USA (USA) (Michael Phelps, Ryan Lochte, Matthew Grevers, Nathan Adrian, (r)Garrett Weber-Gale, (r)Richard Berens, (r)Cullen Jones)               | 3:09,21 | Rusko (RUS) (Jevgenij Lagunov, Andrej Grečin, Danila Izotov, Alexandr Suchorukov, (r)Nikita Konovalov)                                                          | 3:09,52 | Francie (FRA) (Fabien Gilot, Alain Bernard, Grégory Mallet, Frédérick Bousquet, (r)Amaury Leveaux, (r)William Meynard)               | 3:09,89 |
| 4×200 m volný způsob   | USA (USA) (Michael Phelps, Richard Berens, David Walters, Ryan Lochte, (r)Daniel Madwed, (r)Davis Tarwater, (r)Peter Vanderkaay)                 | 6:58,55 | Rusko (RUS) (Nikita Lobincev, Michail Poliščuk, Danila Izotov, Alexandr Suchorukov, (r)Jevgenij Lagunov, (r)Sergej Perunin)                                     | 6:59,15 | Austrálie (AUS) (Kenrick Monk, Robert Hurley, Tommaso D'Orsogna, Patrick Murphy, (r)Nicholas Ffrost, (r)Kirk Palmer)                 | 7:01,65 |
| 4×100 m polohový závod | USA (USA) (Aaron Peirsol, Eric Shanteau, Michael Phelps, Davis Walters, (r)Matthew Grevers, (r)Mark Gangloff, (r)Tyler McGill, (r)Nathan Adrian) | 3:27,28 | Německo (GER) (Helge Meeuw, Hendrik Feldwehr, Benjamin Starke, Paul Biedermann)                                                                                 | 3:28,58 | Austrálie (AUS) (Ashley Delaney, Brenton Rickard, Andrew Lauterstein, Matthew Targett, (r)Christian Sprenger)                        | 3:28,64 |
| Ženy                   | Zlato | Zlato   | Stříbro | Stříbro | Bronz | Bronz   |
| 4×100 m volný způsob   | Nizozemsko (NED) (Inge Dekkerová, Ranomi Kromowidjojová, Femke Heemskerková, Marleen Veldhuisová, (r)Hinkelien Schreuderová)                     | 3:31,72 | Německo (GER) (Britta Steffenová, Daniela Samulská, Petra Dallmannová, Daniela Schreiberová)                                                                    | 3:31,83 | Austrálie (AUS) (Lisbeth Trickettová, Marieke Guehrerová, Shayne Reeseová, Felicity Galvezová, (r)Sally Fosterová, (r)Meagen Nayová) | 3:33,01 |
| 4×200 m volný způsob   | Čína (CHN) (Jang Jü, Ču Čchien-wej, Liou Ťing, Pchang Ťia-jing)                                                                                  | 7:42,08 | USA (USA) (Dana Vollmerová, Lacey Nymeyerová, Ariana Kukorsová, Allison Schmittová, (r)Dagny Knutsonová, (r)Alyssa Andersonová)                                 | 7:42,56 | Spojené království (GBR) (Joanne Jacksonová, Jazmin Carlinová, Caitlin McClatcheyová, Rebecca Adlingtonová, (r)Hannah Mileyová)      | 7:45,51 |
| 4×100 m polohový závod | Čína (CHN) (Čao Ťin, Čchen Chuej-ťia, Ťiao Liou-jang, Li Če-s')                                                                                  | 3:52,19 | Austrálie (AUS) (Emily Seebohmová, Sarah Katsoulisová, Jessicah Schipperová, Lisbeth Trickettová, (r)Sally Fosterová, (r)Stephanie Riceová, (r)Shayne Reeseová) | 3:52,58 | Německo (GER) (Daniela Samulská, Sarah Poeweová, Annika Mehlhornová, Britta Steffenová, (r)Daniela Schreiberová)                     | 3:55,79 |

## Medailová bilance
V plavání se rozdělilo celkem 40 sad medailí.
| Pořadí | Stát                     |       | Muži    | Muži  | Muži  |         | Ženy  | Ženy  | Ženy    |       | Muži + Ženy | Muži + Ženy | Muži + Ženy | Celkem |
| Pořadí | Stát                     | Zlato | Stříbro | Bronz | Zlato | Stříbro | Bronz | Zlato | Stříbro | Bronz |             |             |             | Celkem |
| ------ | ------------------------ | ----- | ------- | ----- | ----- | ------- | ----- | ----- | ------- | ----- | ----------- | ----------- | ----------- | ------ |
| 1.     | USA (USA)                |       | 8       | 3     | 3     |         | 2     | 3     | 3       |       | 10          | 6           | 6           | 22     |
| 2.     | Německo (GER)            |       | 2       | 2     | 0     |         | 2     | 2     | 1       |       | 4           | 4           | 1           | 9      |
| 3.     | Čína (CHN)               |       | 1       | 0     | 2     |         | 3     | 2     | 2       |       | 4           | 2           | 4           | 10     |
| 4.     | Austrálie (AUS)          |       | 1       | 1     | 3     |         | 2     | 3     | 6       |       | 3           | 4           | 9           | 16     |
| 5.     | Itálie (ITA)             |       | 0       | 0     | 0     |         | 3     | 0     | 1       |       | 3           | 0           | 1           | 4      |
| 6.     | Spojené království (GBR) |       | 1       | 0     | 0     |         | 1     | 3     | 2       |       | 2           | 3           | 2           | 7      |
| 7.     | Maďarsko (HUN)           |       | 1       | 1     | 1     |         | 1     | 0     | 2       |       | 2           | 1           | 3           | 6      |
| 8.     | Brazílie (BRA)           |       | 2       | 1     | 0     |         | 0     | 0     | 0       |       | 2           | 1           | 0           | 3      |
| 8.     | Srbsko (SRB)             |       | 1       | 1     | 0     |         | 1     | 0     | 0       |       | 2           | 1           | 0           | 3      |
| 10.    | Rusko (RUS)              |       | 0       | 2     | 1     |         | 1     | 3     | 0       |       | 1           | 5           | 1           | 7      |
| 11.    | Japonsko (JPN)           |       | 1       | 2     | 1     |         | 0     | 0     | 0       |       | 1           | 2           | 1           | 4      |
| 12.    | Tunisko (TUN)            |       | 1       | 2     | 0     |         | 0     | 0     | 0       |       | 1           | 2           | 0           | 3      |
| 13.    | Zimbabwe (ZIM)           |       | 0       | 0     | 0     |         | 1     | 1     | 0       |       | 1           | 1           | 0           | 2      |
| 13.    | Švédsko (SWE)            |       | 0       | 0     | 0     |         | 1     | 1     | 0       |       | 1           | 1           | 0           | 2      |
| 13.    | Dánsko (DEN)             |       | 0       | 0     | 0     |         | 1     | 1     | 0       |       | 1           | 1           | 0           | 2      |
| 16.    | Jižní Afrika (RSA)       |       | 1       | 0     | 2     |         | 0     | 0     | 0       |       | 1           | 0           | 2           | 3      |
| 17.    | Nizozemsko (NED)         |       | 0       | 0     | 0     |         | 1     | 0     | 1       |       | 1           | 0           | 1           | 2      |
| 18.    | Francie (FRA)            |       | 0       | 3     | 3     |         | 0     | 0     | 0       |       | 0           | 3           | 3           | 6      |
| 19.    | Kanada (CAN)             |       | 0       | 1     | 1     |         | 0     | 1     | 0       |       | 0           | 2           | 1           | 3      |
| 20.    | Polsko (POL)             |       | 0       | 1     | 0     |         | 0     | 0     | 0       |       | 0           | 1           | 0           | 1      |
| 21.    | Španělsko (ESP)          |       | 0       | 0     | 3     |         | 0     | 0     | 0       |       | 0           | 0           | 3           | 3      |
| 22.    | Litva (LTU)              |       | 0       | 0     | 1     |         | 0     | 0     | 0       |       | 0           | 0           | 1           | 1      |
| 22.    | Rumunsko (ROU)           |       | 0       | 0     | 0     |         | 0     | 0     | 1       |       | 0           | 0           | 1           | 1      |
| 22.    | Norsko (NOR)             |       | 0       | 0     | 0     |         | 0     | 0     | 1       |       | 0           | 0           | 1           | 1      |
| 22.    | Rakousko (AUT)           |       | 0       | 0     | 0     |         | 0     | 0     | 1       |       | 0           | 0           | 1           | 1      |
| Celkem | Celkem                   |       | 20      | 20    | 21    |         | 20    | 20    | 21      |       | 40          | 40          | 42          | 122    |